# Botje (munt)

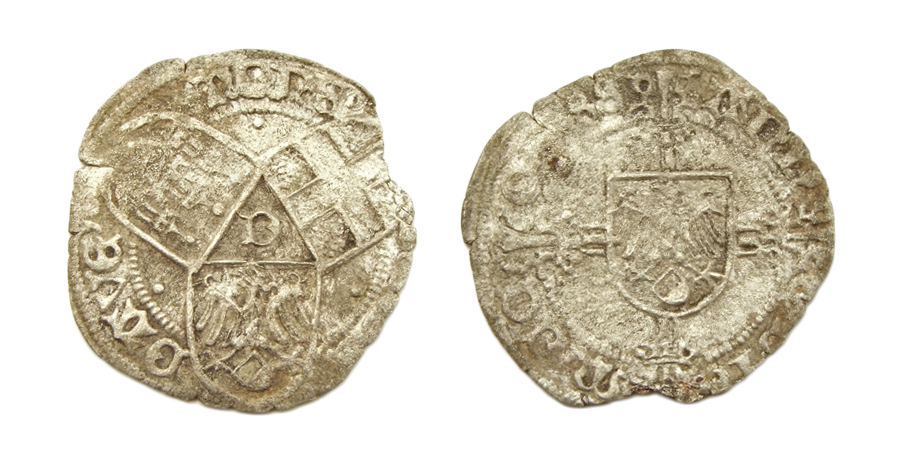
½ Stichtse Stuiver of 'butken', geslagen in Deventer in 1488 (Driestedenmuntslag Deventer, Kampen en Zwolle).

Een botje of  butken was een oude munt ter waarde van een halve botdrager, een andere benaming van de dubbele groot.
De botdrager en het botje werden voor het eerst door de Vlaamse graaf Filips de Stoute (1384-1404) gemunt. Een botdrager is een munt met een leeuw die een mantel op zijn rug draagt.
Het Deventer butken had in de zestiende eeuw een waarde van 4 plakken. Het had daarmee de waarde van een halve gosseler. In 1560 kwamen de stadsbesturen van Deventer, Zwolle en Kampen met hun muntmeester overeen om munten ter waarde van 3 butkens te slaan. Vijf van deze munten hadden de waarde van vier Brabantse stuivers.
Het spreekwoord 'Botje bij botje leggen' betekent dat iedereen een financiële bijdrage levert als er een bedrag op tafel moet komen.